# Contea di Lafayette (Missouri)
La contea di Lafayette, in inglese Lafayette County, è una contea nella parte occidentale dello Stato del Missouri, negli Stati Uniti, facente parte dell'area metropolitana di Kansas City. La popolazione al censimento del 2010 era di 33 381 abitanti. Il capoluogo di contea è Lexington. La contea venne organizzata il 16 novembre 1820 dalla Contea di Cooper e prese originariamente il nome di Contea di Lillard da James Lillard del Tennessee, che partecipò alla prima convention costituzionale statale e alla prima legislatura dello Stato. Venne rinominata Contea di Lafayette il 16 febbraio 1825, in onore dell'eroe della Guerra d'indipendenza americana, il Marchese di La Fayette, che all'epoca stava visitando gli Stati Uniti.

## Storia
La Contea di Lafayette venne istituita inizialmente per i migranti provenienti dagli Stati del Kentucky, Tennessee and Virginia. Essi portarono schiavi e le tradizioni della schiavitù, e cominciarono a produrre raccolti simili a quelli del Tennessee centrale e del Kentucky: canapa e tabacco.
Peter Youree (1843-1914) nacque qui dal mercante P. E. Youree e da M. M. Zimmerman. Da giovane, si arruolò nell'esercito confederato, e raggiunse il livello di capitano durante la guerra civile. Successivamente, si stabilì a Shreveport, dove si sposò, divenne un mercante di successo e un banchiere, e fu membro della Caddo Parish Police Jury.
Come risultato della migrazione dal sud, questa parte del Missouri, e le contee vicine, divennero note come Little Dixie (col termine Dixie si intende una regione che comprende gli 11 Stati del sud che formarono gli Stati Confederati d'America). Nel 1860 gli schiavi costituivano il 25% o più della popolazione della contea, e la contea fu fortemente pro-confederati durante la guerra civile.
Ma gli immigrati provenienti dalla Germania, così come gli americani di origini tedesche di St. Louis, cominciarono ad arrivare poco prima della guerra, e molti di più arrivarono dopo. Molti dei tedeschi erano simatizzanti per i nordisti e si opponevano alla schiavitù. Essi divennero poi una larga parte delle popolazioni di Concordia, Emma, Wellington, Napoleon, Higginsville, Mayview, e Lexington.
Dopo la guerra, ci furono tensioni razziali quando i bianchi cercarono di dominare le persone liberate. Dopo la Ricostruzione, i bianchi linciarono due persone di colore nei decenni a ridosso del cambio di secolo.
Domenica 4 maggio 1919, lo sceriffo della Contea di Lafayette, Joseph C. Talbott venne ucciso mentre trasportava dei ladri di auto in prigione. Vennero uccisi anche il vice-sceriffo John McDonald e il vice-poliziotto James Stapleton. Il 29 maggio 1919, nella Contea di Lafayette ci furono delle elezioni speciali per rimpiazzare lo sceriffo Talbott. Sua moglie, Minni Mae Talbott, vinse queste elezioni speciali diventando la prima donna ad essere stata eletta sceriffo negli Stati Uniti. Minni Mae Talbott fece giuramento l'8 giugno 1919. Minni Mae Talbott venne eletta da un elettorato di soli uomini. Le donne avrebbero ottenuto il diritto di voto solo nell'agosto 1920, con la ratificazione del XIX emendamento della Costituzione americana.

### XXI secolo
A novembre 2013, Leland Ray Kolkmeyer venne dichiarato colpevole dalla corte federale per una frode con la quale si appropriò indebitamente di oltre 1,5 milioni di dollari del Wellington-Napoleon Fire Protection District e del Special Road District mentre lavorava come loro tesoriere.

## Geografia
Secondo l'Ufficio del censimento degli Stati Uniti d'America, la contea ha un'area totale di 639 miglia quadrate (1 660 km2), dei quali 628 miglia quadrate (1 630 km2) sono di terra, mentre le restanti 11 miglia quadrate (28 km2) sono coperti dall'acqua.

### Contee adiacenti
- Contea di Ray (nordovest)
- Contea di Carroll (nordest)
- Contea di Saline (est)
- Contea di Johnson (sud)
- Contea di Jackson (ovest)
- Contea di Pettis (sudest)

### Principali autostrade
- Interstate 70
- U.S. Route 24
- U.S. Route 40
- U.S. Route 65
- Route 13
- Route 23
- Route 131
- Route 224

### Aree nazionali protette
- Big Muddy National Fish and Wildlife Refuge (una parte)

## Società

### Evoluzione demografica
Secondo il censimento del 2000, nella contea risiedevano 32 960 abitanti, 12 569 abitazioni e 9 099 famiglie. La densità di popolazione era di 52 persone per miglio quadrato (20 su km2). C'erano 13 707 unità abitative ad una densità media di 22 case per miglio quadrato (8 su km2). La popolazione della contea era composta per il 95,52% da bianchi, per il 2,27% da persone di colore o afro-americani, per lo 0,29% da nativi americani, per lo 0,25% da asiatici, per lo 0,03% da isolani del Pacifico, per lo 0.51% da altre razze, e l'1,12% proveniente da due o più razze. Approssimativamente l'1,17% della popolazione era ispanico o latino-americano di qualsiasi razza. Il 37,3% aveva origine tedesca, il 17,5% americana, il 9,9% inglese e il 9,7% irlandese.
C'erano 12 569 abitazioni, delle quali il 33,90% aveva bambini sotto i 18 anni che vivevano con loro, il 59,30% erano coppie sposate che vivevano insieme, il 9,40% aveva una proprietaria donna senza un marito presente, e il 27,60% non erano famiglie. Il 24,00% di tutte le abitazioni era composto da individui, e l'11,20% avevano un anziano di almeno 65 anni che viveva da solo.
Nella contea, la popolazione era composta per il 26,20% da persone sotto i 18 anni, per il 7,60% da persone tra i 18 e i 24 anni, per il 23,30% tra 45 e 64 anni e per il 15,40% da persone di almeno 65 anni. L'età media era di 38 anni. Per ogni 100 donne, c'erano 95,90 uomini. Per ogni 100 donne di almeno 18 anni, c'erano 92,00 uomini.
Il reddito medio di un'abitazione nella contea era di $38 235, e il reddito medio di una famiglia era di $ 45 717. Gli uomini avevano un reddito medio di $ 31 972, contro i $ 22 684 delle donne. Il reddito pro capite era di $ 18 493. Circa il 6,90% delle famiglie e l'8,80% della popolazione viveva al di sotto della soglia di povertà, incluso il 10,90% degli under 18 e il 9,10% di almeno 65 anni.

## Comunità

### Città
- Alma
- Aullville
- Bates City
- Blackburn (parzialmente)
- Concordia
- Corder
- Dover
- Emma (parzialmente)
- Higginsville
- Lake Lafayette
- Lexington (capoluogo di contea)
- Mayview
- Napoleon
- Oak Grove (parzialmente)
- Odessa
- Waverly
- Wellington

### Comunità non incorporate
- Chapel Hill

- Ernestville

- Greenton

- Hodge

- Myrick

- Page City

- Tabeau

- Waterloo